# Nam Sơn, An Dương
Nam Sơn là một phường thuộc quận An Dương, thành phố Hải Phòng, Việt Nam.

## Địa lý
Phường Nam Sơn nằm cách trung tâm quận An Dương khoảng 5 km về phía bắc, có vị trí địa lý:
- Phía đông giáp quận Hồng Bàng
- Phía tây giáp phường Hồng Phong
- Phía nam giáp phường An Đồng và phường Lê Lợi
- Phía bắc giáp phường Tân Tiến và quận Hồng Bàng.

Phường Nam Sơn có diện tích 7,39 km², dân số năm 2023 là 17.374 người, mật độ dân số đạt 2.351 người/km².

## Hành chính
Phường Nam Sơn được chia thành 6 tổ dân phố: Cách Hạ, Cách Thượng, Cống Mỹ, Lương Quán, Mỹ Tranh, Quỳnh Hoàng.

## Lịch sử
Trước năm 1945, địa bàn xã Nam Sơn thuộc tổng Quỳnh Hoàng.
Tháng 12 năm 1955, thành lập xã Bắc Sơn trên cơ sở 3 xã: Hà Liên, Quỳnh Cách, Phan Trinh và thôn Vật Cách Thượng của xã Ái Quốc.
Đầu năm 1956, chia xã Bắc Sơn thành xã Bắc Sơn và xã Nam Sơn.
Ngày 7 tháng 4 năm 1966, Chính phủ ban hành Quyết định số 67-CP về việc thành lập huyện An Hải trên cơ sở huyện An Dương và huyện Hải An. Khi đó, xã Nam Sơn thuộc huyện An Hải.
Ngày 14 tháng 2 năm 1987, Hội đồng Bộ trưởng ban hành Quyết định số 33C-HĐBT về việc thành lập thị trấn An Dương trên cơ sở điều chỉnh 24,96 ha đất và 412 nhân khẩu của xã Nam Sơn.
Sau khi phân vạch địa giới hành chính, xã Nam Sơn còn lại 452,91 ha đất và 3.947 nhân khẩu.
Ngày 20 tháng 12 năm 2002, Chính phủ ban hành Nghị định số 106/2002/NĐ-CP về việc chuyển xã Nam Sơn thuộc huyện An Hải về huyện An Dương mới đổi tên quản lý.
Năm 2022, xã Nam Sơn có 6 thôn: Cách Thượng, Cách Hạ, Quỳnh Hoàng, Cống Mỹ, Lương Quán, Mỹ Tranh.
Ngày 24 tháng 10 năm 2024, Ủy ban Thường vụ Quốc hội ban hành Nghị quyết số 1232/NQ-UBTVQH15 về việc sắp xếp đơn vị hành chính cấp huyện, cấp xã của thành phố Hải Phòng giai đoạn 2023 – 2025 (nghị quyết có hiệu lực từ ngày 1 tháng 1 năm 2025). Theo đó, thành lập phường Nam Sơn thuộc quận An Dương trên cơ sở 3,25 km² diện tích tự nhiên, quy mô dân số là 5.583 người của xã Bắc Sơn và toàn bộ 4,14 km² diện tích tự nhiên, quy mô dân số là 11.791 người của xã Nam Sơn.
Phường Nam Sơn có 7,39 km² diện tích tự nhiên và quy mô dân số là 17.374 người.